# Venice Challenger 2000
Il Venice Challenger 2000 è stato un torneo di tennis facente parte della categoria ATP Challenger Series nell'ambito dell'ATP Challenger Series 2000. Il torneo si è giocato a Venezia in Italia dal 4 al 9 luglio 2000 su campi in terra rossa.

## Vincitori

### Singolare
Agustín Calleri ha battuto in finale  Jacobo Diaz con il punteggio di 6–0, 6–1

### Doppio
Julián Alonso /  Aleksandar Kitinov hanno battuto in finale  Andrea Gaudenzi /  Diego Nargiso con il punteggio di 7–6(3), 7–5